# مركز بريزبان للترفيه
مركز بريزبان للترفيه (بالإنجليزية: Brisbane Entertainment Centre)‏ هي ساحة داخلية متعددة الأغراض تقع في ضاحية بوندال في بريزبان، كوينزلاند، أستراليا.